# Spaminta
Spaminta (лат.) — род насекомых из семейства мантиспид отряда сетчатокрылых. Ареал рода охватывает Австралию и остров Новая Каледония.

## Описание
Между усиками имеется хорошо выраженная гладкая горбинка. Темя слабо выпуклое. Первый членик усиков без мутовки толстых щетинок. Переднеспинка немного морщинистая. Сектор радиальных жилок состоит из 6-10 ветвей. Переднее крыло с изогнутой задней кубитальной жилкой. Передняя кубитальная жилка на заднем крыле четко разветвленная.

## Классификация
К этому роду отнесены три вида.
- Spaminta minjerribae Lambkin, 1986 — Австралия;
- Spaminta pavida (Gerstaecker, 1885) — Австралия;
- Spaminta wanati Dobosz, 2008 — Новая Каледония.